# Бил, Мэри
Мэ́ри Бил, урождённая Крэ́док (англ. Mary Beale, née Cradock; 26 марта 1633—1699) — английская портретистка, считается одним из крупнейших мастеров портрета в Англии XVII века и первой в истории страны профессиональной художницей.

## Биография
Родилась в селении Барроу (графство Суффолк) в семье пуританского священника Джона Крэдока. Её мать Дороти умерла, когда Мэри было 10 лет. В возрасте 18 лет она вышла замуж за Чарльза Била, торговца тканями из Лондона. И отец, и муж Мэри на досуге занимались живописью; это помогло ей войти в круг лондонских художников. В 1650—1660-х годах Мэри Бил писала картины на заказ в домашней мастерской, находившейся сначала в районе Ковент-Гардена, а затем Флит-стрит.
В 1665 году из-за финансовых трудностей и разразившейся в Лондоне эпидемии чумы семье Билов перешлось переселиться в графство Хэмпшир. В течение пяти лет Мэри Бил жила и работала в двухэтажном деревенском доме в селении Оллбрук (он сохранился, но находится под угрозой сноса). В 1670 году, после возвращения в столицу, она открыла мастерскую на Пэлл-Мэлле; муж помогал ей смешивать краски и вести учёт средств и заказов. Постепенно к ней пришёл успех; Мэри получала множество заказов и возобновила знакомство с
придворным живописцем Питером Лели, оказавшим на неё огромное влияние. Многие из её поздних работ являются либо подражаниями его стилю, либо прямыми копиями его картин. По подсчетам мужа, в течение 2 лет она создала восемьдесят три работы. Мэри Бил также преподавала, и одна из её студенток, Сара Кутис, в конечном итоге стала известной художницей. Её самые известные работы — «Портрет мужа» (1680) и один из её ранних автопортретов (1675). С некоторых её портретов были сделаны гравюры, у неё появились подражатели. Один из трёх её сыновей, Чарльз Бил-Младший (1660—1714), также стал художником. Она была высоко оценена современниками, но несмотря на это после смерти художницы её картины быстро вышли из моды и были забыты.